# マクドネル・ダグラス MD-12

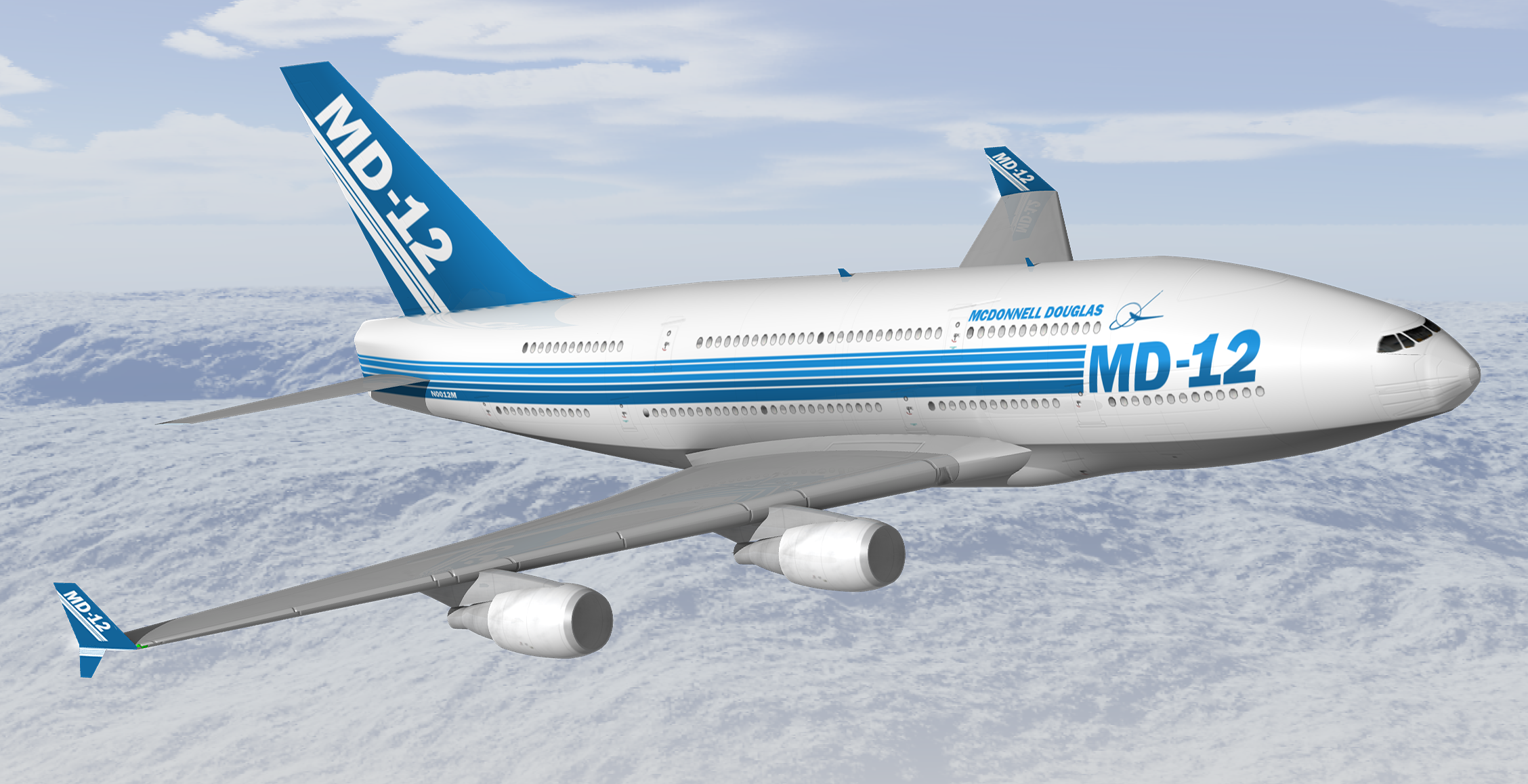
構想上のMD-12（想像図）

マクドネル・ダグラス MD-12 (McDonnell Douglas MD-12) は、マクドネル・ダグラス（現ボーイング）が1992年4月に発表した超大型4発ジェット旅客機である。注目はされたが、実現することはなかった。

## 概要

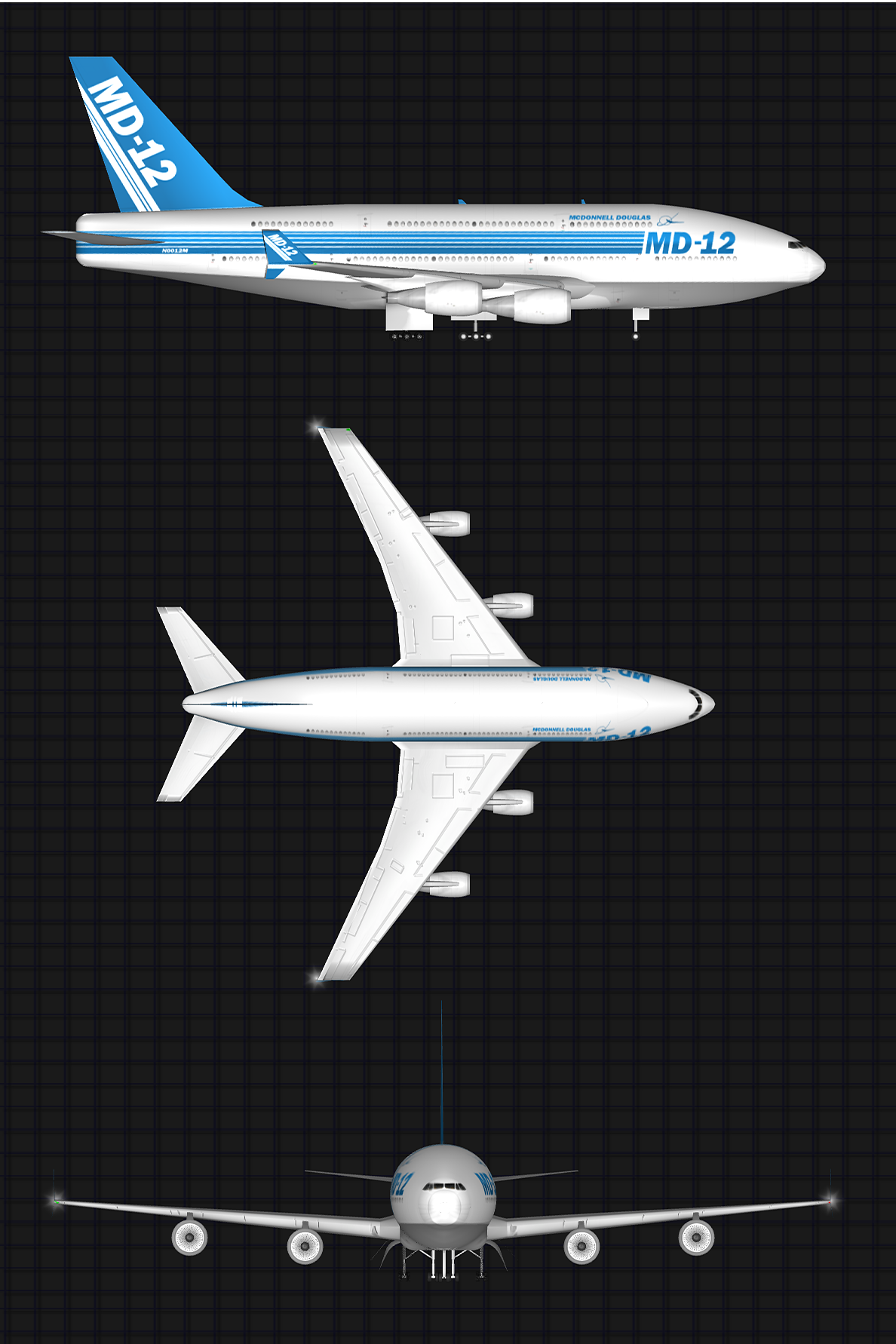
三面図

マクドネル・ダグラス社は自社の大型旅客機でもあるMD-11の胴体を延長しボーイング747 クラスの乗客数にしたものを提案し、当初はMD-11 SS（スーパーストレッチ）としていたが、のちにMD-12Xと改称された。これは胴体を延長するが主翼は基本的に MD-11 のままであり、燃料容量が不足し、航続距離が短くなってしまったため受注が得られなかった。加えて DC-10 以来受け継いできた中央エンジンが垂直尾翼を貫通する構造のため、大型化したエンジンの搭載が困難であり、従来機種の発展形としては限界が見えていた。
そこで機体構成を全面的に変更し、新設計となる主翼に4発のエンジンをパイロン装備し、胴体は総二階建ての客室を持つものにしたものをMD-12として発表したのである。これは当時ボーイング社が構想していたNLAとエアバス社のA380に対抗するためでもあり、ボーイング747よりも大きな機体になるはずであった。メディア等では初就航は「1997年(事実上不可能)」と発表されていたこともあった。
しかしながらマクドネル・ダグラスによる営業活動にもかかわらず航空業界からの関心を集めることは出来ず、膨大な開発費も予想されたため、この4発MD-12構想は消滅し、再びMD-11を基に胴体延長と新設計の主翼を組み合わせたものをMD-XXとして提案したが、1997年にはマクドネル・ダグラスがボーイング社に吸収されたため、MD-12構想は中止された。もし実現していればボーイング版A380といったところであったと言える。

## 設計と開発

### 背景
マクドネルダグラスは、MD-11三発機の強化、延長型で展望窓を前下部に備えた機体をMD-12Xと名づけた。 
MDCの役員会は1991年にMD-12Xの設計を航空会社に対して提案する事を認めた。MD-12Xは全長237  ft 11 in （72 m）で翼幅は212.5  ft （64.39 m）だった。同年11月、マクドネルダグラスと台湾エアロスペースは新設計の航空機を生産する新会社の設立に合意した。新会社はマクドネルダグラスが筆頭株主（51 %）で他の株主は台湾エアロスペース（40 %）と他のアジアの企業（9 %）だった。

### 金融不安
1991年末、マクドネル・ダグラスはMD-12Xの開発に40億ドル必要であると推定されたため、マクドネル社を軍用機、ダグラス社を民間航空機の生産に特化する分割体制に移行した。
当時はMD-80やMD-11旅客機の利益や生産設備等の社内の資源をC-17軍用輸送機の開発に充当していたが、この分割により外国の投資家からのMD-12Xへの投資を呼び込みやすくなった。
しかし一方では、この再構築でダグラス社の持ち株比率が低下する事が懸念された。

### 新設計の導入
新たに設計された機体は、胴体の延長されたより大型の4発機で、総2階建てのMD-12となった。MD-12の寸法は、全長208  ft （63 m）、翼幅213  ft （64.54 m）、胴体の高さ24  ft 3 in （7.4 m） 胴体の幅27 ft 11 in （8.5 m）であった。
マクドネル・ダグラスは1992年にMD-12の設計を発表した。この設計はエアバスA380やボーイングNLAの概念と似ており、直接競合すると見られるボーイング747よりも大きかった。
ダグラス・エアクラフトも1960年代に小型・2階建ての設計を調査している。  
MD-12の初飛行は1995年末が予定され、1997年から納入する予定だった。積極的な売り込みと航空関係の報道で最初は注目を浴びたものの、受注には至らなかった。台湾エアロスペースが計画を離脱により、MDCの開発資源は不足した。MD-12と類似するコンセプトのエアバス380はのちに実現したものの、新型の2階建てワイドボディ機を開発するのは、航空宇宙業界の巨人であるボーイングやエアバスにとってさえ負担が大きなものである。

### MD-XX
MD-12計画の終了に伴いマクドネル・ダグラスは300-400席のMD-11派生機種に着目した。1996年のファーンボロー国際航空ショーで"MD-XX"という長距離用の3発機を発表した。MD-XXは双発の派生機種や胴体を延長したMD-XXストレッチや長距離仕様のMD-XX LRも提案された。両方のMD-XX派生機種はMD-12と同じ全幅213 ft (64.5 m)だった。MD-XXストレッチは全長がMD-11よりも32 ft (9.7 m)長く、座席は通常3クラスで375席で、全てエコノミークラスの場合515席だった。航続距離は7,020 nmi (13,000 km)の予定だった。MD-XX LRの全長はMD-11と同じで座席数が通常の3クラスで309席で航続距離は8,320 nmi (15,400 km)だった。MDCの役員会の会長は1996年10月にMD社にとって投資金額が過大である事を理由に、MD-XX計画の終了を決定した。

## 派生機種
MD-12は複数の派生機種が検討されていた。
- MD-12 HC (大容量輸送仕様)
- MD-12 LR (長距離仕様)
- MD-12 ST (延長型)
- MD-12 Twin (双発仕様)

## 性能要目 (MD-12HC)
（あくまで構想のみ）
- 操縦乗員 2
- 乗客 430（3クラス）最大511 (大容量輸送仕様)
- 全長 63.40 m
- 全幅 64.92 m
- 高さ 22.55 m
- 翼面積 543.1 m2
- 機体重量 187,650 kg
- 最大離陸重量 430,500 kg
- エンジン ゼネラル・エレクトリック CF6-80C2 ターボファンエンジン4 発
- 推進力 61,500 lbf (274 kN) X 4
- 最大速度 1,050 km/h（マッハ 0.85）
- 航続距離 9,200 mi, 14,825 km
- 翼面荷重 792.7 kg/m2